# Kis Újság (folyóirat, 1932–1941)
Kis Újság (1932-1941), székhely: Arad. Papp Andor szerkesztésében és kiadásában 1932. április 2. és 1933. szeptember 7. között megjelent napi-, 1941 szeptemberéig hetilap.

## A lap arculata
Elsősorban a szerkesztő publicisztikai írásait, karcolatait, novelláit, verseit közölte, továbbá egy-egy külföldi, jórészt ismeretlen szerző novelláját. A Kis Újság Magyar Népnaptára címmel évente naptárat is megjelentetett, ebben rövid portré-sorozat, egy-egy angol kisregény, novella is helyet kapott a szerkesztő írásai, valamint hasznos gazdasági és egyéb jellegű tanácsok mellett. A Kis Újság megszűnte után a Kalendárium-sorozat Népnaptár c. alatt folytatódott (1942-44).